# The Great Outdoors
The Great Outdoors (bra: As Grande Férias; prt: Férias em Família) é um filme estadunidense de 1988, do gênero comédia, dirigido por Howard Deutch e escrito e produzido por John Hughes.

## Sinopse
Dois cunhados nada amigáveis (Candy e Aykroyd) decidem dividir com suas famílias uma cabana na floresta para passar a temporada de férias. As brigas e armadilhas que um prepara para o outro acabam provocando grandes confusões para as duas famílias e interrompem o sossêgo de todos os hóspedes do acampamento.

## Recepção
The Great Outdoors arrecadaram US$ 43 455 230 em todo o mundo, sendo US$ 6 121 115 no fim de semana de estréia.

## Elenco
- Dan Aykroyd .... Roman Craig
- John Candy .... Chet Ripley

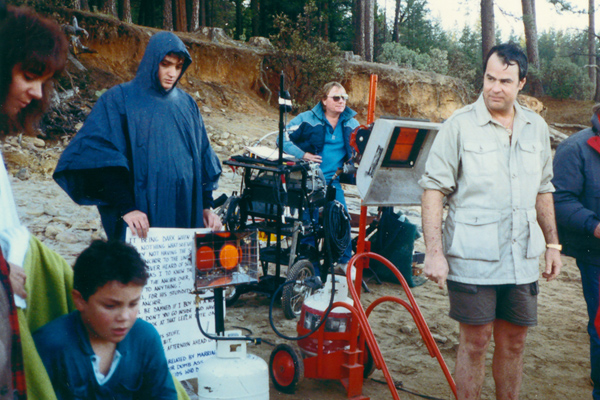
Dan Aykroyd durante as filmagens

- Stephanie Faracy .... Connie Ripley
- Annette Bening .... Kate Craig
- Chris Young .... Buck Ripley
- Ian Giatti .... Ben Ripley
- Hilary Gordon .... Cara Craig
- Rebecca Gordon .... Mara Craig
- Robert Prosky .... Wally
- Zoaunne LeRoy .... Juanita
- Lucy Deakins .... Cammie
- Nancy Lenehan .... Jennifer
- Bart, o Urso .... Jody, o Urso Careca